# Wellmanellinella
Wellmanellinella es un género de foraminífero bentónico de la subfamilia Miliolinellinae, de la familia Hauerinidae, de la superfamilia Milioloidea, del suborden Miliolina y del orden Miliolida. Su especie tipo es Planispirina striata. Su rango cronoestratigráfico abarca el Holoceno.

## Clasificación
Wellmanellinella incluye a la siguiente especie:
- Wellmanellinella striata